# 酒井雄哉
酒井 雄哉（さかい ゆうさい、1926年〈大正15年〉9月5日 - 2013年〈平成25年〉9月23日 ）は、天台宗の僧侶。比叡山延暦寺の千日回峰行を2度満行した行者として知られる。天台宗北嶺大行満大阿闍梨、大僧正、比叡山一山飯室谷不動堂長寿院住職を務めた。

## 経歴

### 誕生
1926年（大正15年）、大阪市玉造で、10人兄弟の長男として生まれる。5歳の時、一家で東京へ移る。旧制麻布中学を受験したが失敗し、1941年（昭和16年）、慶應義塾商業学校（慶應義塾大学の夜間商業学校）に入学、同校卒。落第生で卒業が危ぶまれたため、担任教員に軍隊入隊を勧められる。当時は入隊と引き換えに卒業が認められる制度があった（繰り上げ卒業）。

### 入隊
1944年（昭和19年）、熊本県人吉の予科練に入隊。そこで半年間の訓練を受けた後、宮崎県の宮崎海軍航空隊（後の松島海軍航空隊、陸上攻撃機）所属を経て、鹿児島県の鹿屋飛行場に移る。同僚が特別攻撃隊員として、次々と戦死していく中、鹿屋飛行場も連日のように米軍機による空襲を受ける。ある日、訓練の最中に米軍の機銃掃射による猛攻撃を受け、逃げ損ねるが、田んぼの溝に落ち、奇跡的に助かる。少し前まで元気だった優秀な仲間が命を失い、自身は生き残った体験から、世の無常を味わう。

### 戦後
戦後は、法政大学の図書館職員となり、その働きぶりが評価され、大学の教授から、法政大学入学を勧められる。自身もその気になり、法政大学受験を決意。願書を出すため、出身校である慶應義塾商業学校の成績証明書を取りに行くも、不安になり、中を見ると、品行が良くないなど、ろくなことが書かれていないことに愕然とし、受験を断念。同時に職場も放棄してしまう。
その後、父親が始めたラーメン屋を手伝い、繁盛したものの、約5年で火事で廃業。次に、父親と株売買の代理店を始めるが、スターリン暴落による大損害で、借金取りに追われる始末。その後も、そば屋の店員、菓子屋のセールスマンなど、職を転々とする。
33歳の時、従妹と結婚するが、新婚早々、妻が大阪の実家に帰ってしまう。連れ戻そうと迎えに行ったが、しばらくして妻がガス自殺を遂げる。わずか2ヶ月の結婚生活だった。以後、抜け殻のような生活を送る。

### 比叡山へ
ある日、叔母と比叡山を訪ねたことがきっかけとなり、折に触れて通うようになる。1965年（昭和40年）、39歳のとき出家、得度。ここが最後の砦と自覚し、十代、二十代の若者に混じり、天台宗学の理論と実践を学ぶ。叡山学院を首席で卒業。天台座主賞も受賞する。千日回峰行に挑む前には、明治時代に死者が出て以来、中断していた荒行で知られる常行三昧も達成している。

### 千日回峰行
1973年（昭和48年）より千日回峰行を開始し、1980年（昭和55年）10月に満行した。この行の様子（堂入りを満行して阿闍梨となった所まで）は1979年（昭和54年）1月5日、NHK特集『行～比叡山・千日回峰～』で放送された。
しかし酒井はこれに満足せず、半年後に2度目の千日回峰行に入った。そして、1987年（昭和62年）7月、60歳という最高齢で2度目の満行を達成した。2度の千日回峰行を達成した者は、1000年を越える比叡山の歴史の中でも3人しかいない。

### その後
1990年（平成2年）、15年ぶりに下山。厳しい護摩供のほか国内各地、中国五台山、エジプト・シナイ山などを巡礼。1995年（平成7年）にはバチカンでローマ法王ヨハネ・パウロ2世にも謁見している。同年、仏教伝道文化賞（功労賞）受賞。晩年は、比叡山麓の飯室谷不動堂に住み活動した。
2008年（平成20年）にはエジプトを訪問した。
2013年（平成25年）、心不全のため死去。87歳没。

## 著書
- 『比叡山・千日回峯行 酒井雄哉画賛集』（寺田みのる画　小学館　2001）のち文庫
- 『一日一生』（2008年 朝日新書） ISBN 978-4022732385
- 『人の心は歩く早さがちょうどいい』（2010年 PHP研究所） ISBN 978-4569777757
- 『賢(かしこ)バカ」になっちゃいけないよ』（2010年 PHP研究所） ISBN 978-4569790114
- 『ムダなことなどひとつもない』（2011年 PHP研究所） ISBN 978-4569801827
- 『いのち輝く癒しの言葉阿闍梨問答集』日文新書 2011
- 『今できることをやればいい』（2012年 PHP研究所） ISBN 978-4569806952
- 『がんばらなくていいんだよ』（2013年 PHP研究所） ISBN 978-4569810522
- 『あなたには幸せになる力がある』PHP研究所 2013
- 『この世に命を授かりもうして』（2013年 幻冬舎ルネッサンス新社）

### 共著
- 『生き抜く力をもらう』（孔健との共著　ビジネス社　2003）
- 『「いま」このときを、生きる -仏さまと論語の教え 仏教と儒教の対話が導く「生きる智慧」』（孔健との共著日本文芸社　2009） ISBN 978-4537257281
- 『幸せはすべて脳の中にある』茂木健一郎共著 朝日新書 2010
- 『この世で大切なものってなんですか』池上彰共著 朝日新書 2011
- 『自分の「ものさし」で生きなさい -人を愛し、自分を愛するための処方箋-』村木厚子共著 日経BP社 2013

## 写真集
- 西川勇 写真・文『行 : 比叡山千日回峰　酒井雄哉師の足跡』（1981年、講談社） ISBN 4061293516

## ドキュメンタリー
- NHK特集『行 ～比叡山 千日回峰～』（1979年1月5日放送 NHK総合）[2]